# ダイヤモンドリーグ
ダイヤモンドリーグ（Diamond League）は、ワールドアスレティックス（旧国際陸連）が主催する14戦の陸上競技大会で構成される最高峰のリーグ戦。2010年に新設されたリーグであり、各大会は例年5月から9月にかけてヨーロッパ、北アメリカ、アジアの11カ国14都市で開催される。男女各12種目の選手が年間総合成績を競い、優勝者には賞金とダイヤモンドトロフィーが授与される。
2012年まで韓国の電機メーカーサムスン電子がスポンサーを務めていたことから、サムスン・ダイヤモンドリーグと呼ばれていた。2020シーズンから10年間大連万達集団がスポンサーである。

## 概要

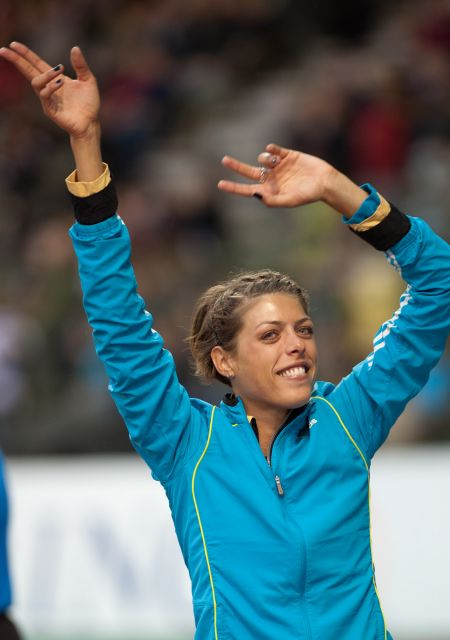
2010年女子走高跳でトロフィーを獲得したブランカ・ブラシッチ

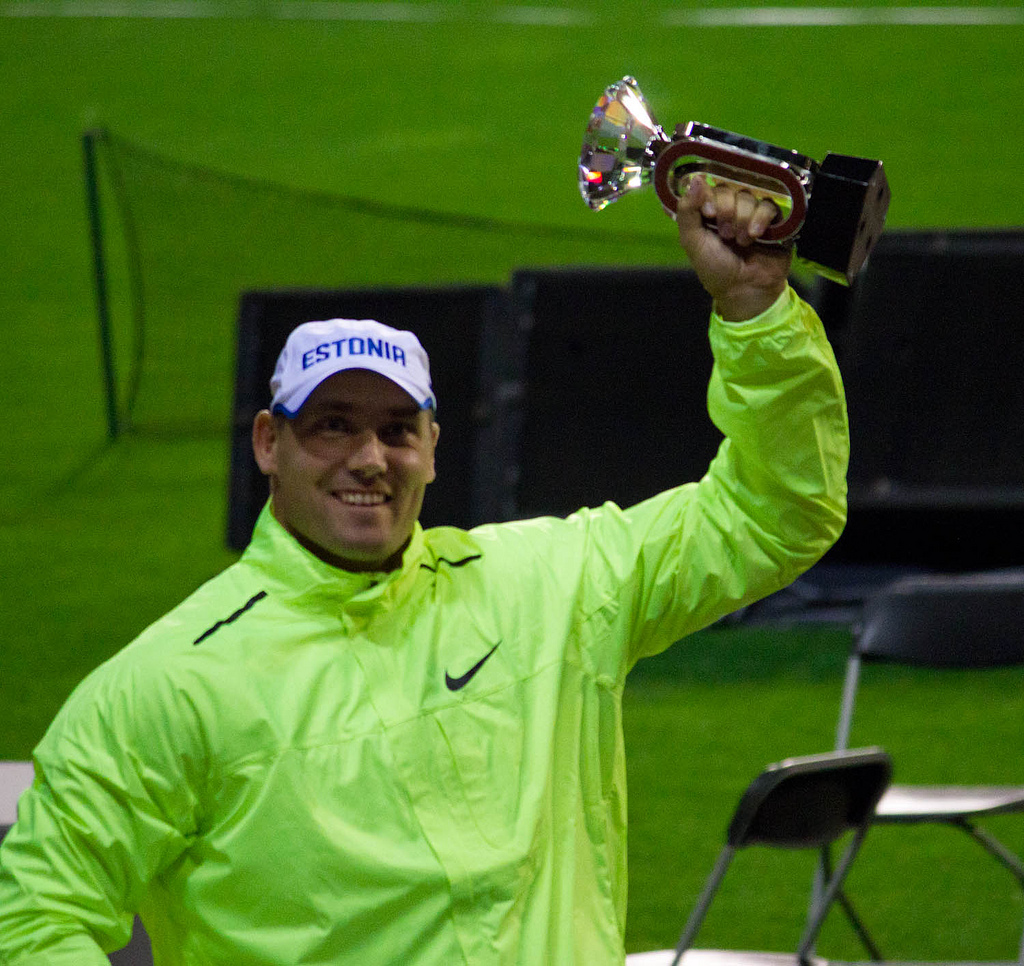
2012年メモリアルヴァンダムにて、ダイヤモンドトロフィーとゲルド・カンテル

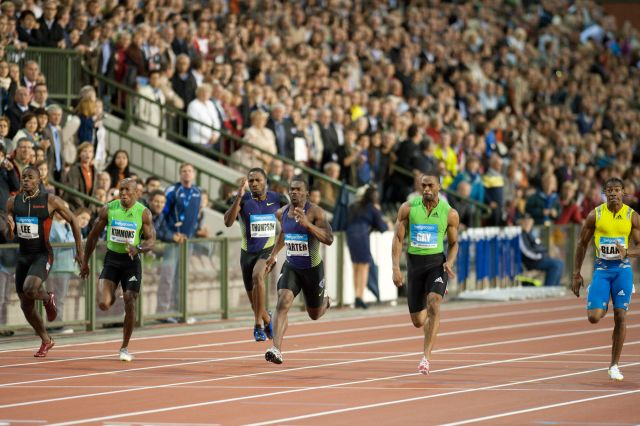
2010年メモリアルヴァンダム男子100m

2009年まで開催されていたIAAFゴールデンリーグとスーパーグランプリが統合されて、ダイヤモンドリーグが創設された。ダイヤモンドリーグは14戦からなり、例年5月から9月にかけてヨーロッパ、北アメリカ、アジアの都市を転戦する形態で開催される。大会ごとに各種目8位の選手までに賞金が授与される。賞金に加えて各種目8位までの選手にポイントが加算され、その年間成績を競うダイヤモンドレースが存在する。
ダイヤモンドレース優勝者には現金40,000USドルと80,000USドル相当の4カラットダイヤモンド入りトロフィーが贈呈される。トロフィーはバイヤー・クロノメトリー社によるもので高さ35cm、重さ4.8kg、上部にイミテーションの巨大なダイヤモンドが嵌め込まれ脚部に陸上競技場のトラックコースを模したデザインが施される。
IAAFはヨーロッパで開催されていたゴールデンリーグを拡大し、北アメリカおよびアジアへの市場進出を検討していた。加えてゴールデンリーグは問題点を抱えていた。ゴールデンリーグ以外に、スーパーグランプリ、グランプリが存在した。大会運営者は出場料と出場選手の確保、運営費の増大に苦慮しており、また有力選手同士の対戦が少なかった。ゴールデンリーグはジャックポットの対象種目も限られており不公平を是正する必要があった。そこでダイヤモンドリーグは、優秀な自己記録を持つ選手と契約を結ぶことで年間を通じて出場選手を確保し、各大会の賞金総額を2011年現在一律480,000USドルに規定して財務的な安定を図っている。

## 種目
ダイヤモンドリーグには男女各16種目計32種目の競技が設定される。1大会につき16種目の競技が開催され、1種目あたり年間7試合のダイヤモンドレースが行なわれる。一部例外を除いて、同じ開催地が2年連続同一種目を実施することはなく、各種目は隔年で実施される。ハンマー投は競技場運営上の制約により実施されない。実施される種目は以下を参照。
- 100m
- 200m
- 400m
- 800m
- 1500m / 1マイル
- 5000m
- 110mハードル / 100mハードル
- 400mハードル
- 3000mSC
- 走高跳
- 棒高跳
- 走幅跳
- 三段跳
- 砲丸投
- 円盤投
- やり投

## 大会一覧
| 大会名                             | 会場                                         | 都市                | 国・地域       |
| ---------------------------------- | -------------------------------------------- | ------------------- | -------------- |
| カタールスーパーグランプリ         | カタールSCスタジアム                         | ドーハ              | カタール       |
| 上海ゴールデングランプリ           | 上海体育場                                   | 上海市              | 中国           |
| ゴールデンガラ                     | スタディオ・オリンピコ                       | ローマ              | イタリア       |
| プレフォンテーンクラシック         | ヘイワード・フィールド                       | ユージーン          | アメリカ合衆国 |
| ビスレットゲームズ                 | ビスレット・スタディオン                     | オスロ              | ノルウェー     |
| アディダスグランプリ               | アイカーン・スタジアム                       | ニューヨーク        | アメリカ合衆国 |
| アスレティッシマ                   | スタッド・オランピック・ドゥ・ラ・ポンテーズ | ローザンヌ          | スイス         |
| ミーティングアレヴァ               | スタッド・シャルレティ                       | パリ                | フランス       |
| 英国グランプリ                     | アレクサンダー・スタジアム                   | バーミンガム        | イギリス       |
| ヘラクレス                         | スタッド・ルイ・ドゥ                         | フォンヴィエイユ    | モナコ         |
| DNガラン                           | ストックホルム・スタディオン                 | ストックホルム      | スウェーデン   |
| ロンドングランプリ                 | オリンピック・スタジアム                     | ロンドン            | イギリス       |
| ヴェルトクラッセチューリッヒ       | レッツィグルンド・シュタディオン             | チューリッヒ        | スイス         |
| メモリアルヴァンダム               | ボードゥアン国王競技場                       | ブリュッセル        | ベルギー       |
| ミーティング・ド・ラバト           | ムーレイ・アブデラー国王スタジアム           | ラバト (マラケシュ) | モロッコ       |
| カミラ・スコリモフスカ・メモリアル | シレジア競技場                               | ホジュフ            | ポーランド     |
| 厦門ダイアモンドリーグ             | 廈門白鷺体育場                               | 廈門市              | 中国           |

## 大会日程・成績
- 2010年IAAFダイヤモンドリーグ
- 2011年IAAFダイヤモンドリーグ
- 2012年IAAFダイヤモンドリーグ
- 2013年IAAFダイヤモンドリーグ
- 2014年ダイヤモンドリーグ（英語版）
- 2015年ダイヤモンドリーグ（英語版）
- 2016年ダイヤモンドリーグ（英語版）
- 2017年ダイヤモンドリーグ（英語版）
- 2018年ダイヤモンドリーグ（英語版）
- 2019年ダイヤモンドリーグ（英語版）
- 2020年ダイヤモンドリーグ（英語版）
- 2021年ダイヤモンドリーグ（英語版）
- 2022年ダイヤモンドリーグ（英語版）
- 2023年ダイヤモンドリーグ（英語版）
- 2024年ダイヤモンドリーグ（英語版）
- 2025年ダイヤモンドリーグ（英語版）

## 賞金
各大会の各種目上位8名までに賞金が授与される。2011年現在、1大会あたりの賞金総額は480,000USドル、優勝賞金は10,000USドルである。1位から8位までの賞金額は以下を参照。
- 1位 - 10,000USドル
- 2位 - 6000USドル
- 3位 - 4000USドル
- 4位 - 3000USドル
- 5位 - 2500USドル
- 6位 - 2000USドル
- 7位 - 1500USドル
- 8位 - 1000USドル

## ポイント

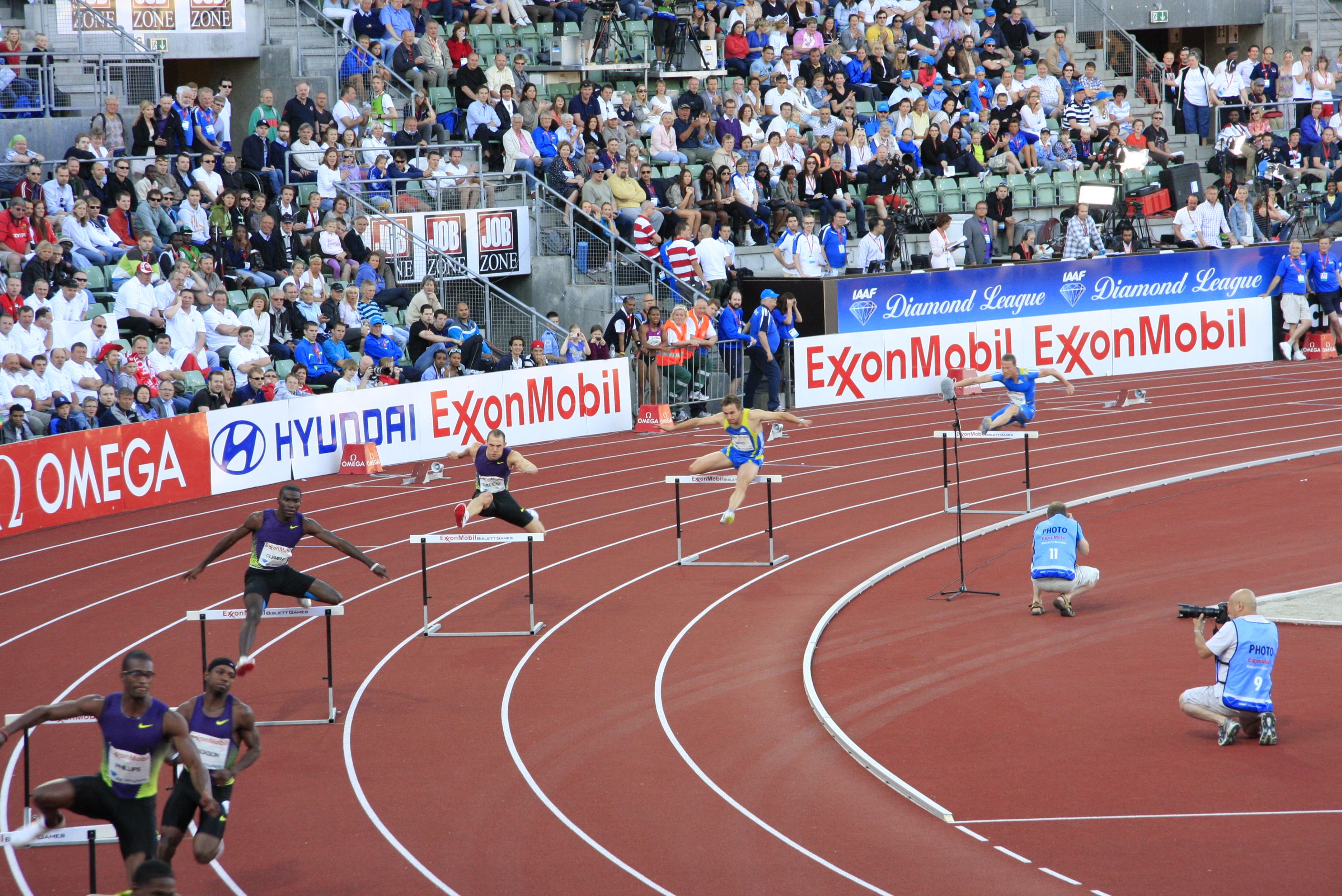
2010年ビスレットゲームズ男子400mハードル

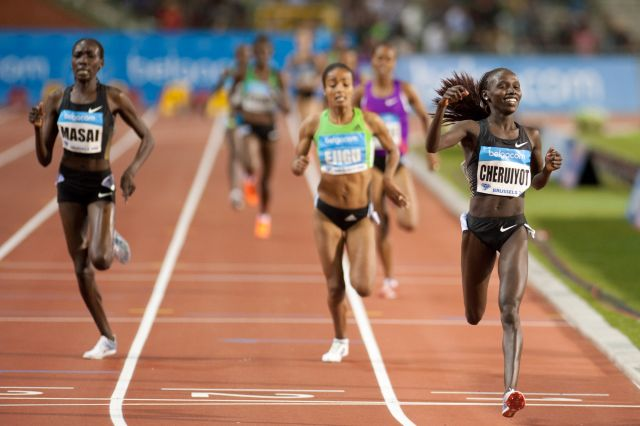
2010年メモリアルヴァンダム女子5000m

各大会で各種目上位8名までにダイヤモンドレースのポイントが加算される。1年の合計ポイントの上位者は決勝戦に出場することができ、決勝戦で勝利した選手が40,000USドルとダイヤモンドトロフィーを獲得する。
- 1位 - 8ポイント
- 2位 - 7ポイント
- 3位 - 6ポイント
- 4位 - 5ポイント
- 5位 - 4ポイント
- 6位 - 3ポイント
- 7位 - 2ポイント
- 8位 - 1ポイント

## テレビ放送
イギリスではBBC、アメリカではNBC、カナダではCBC、南アフリカではSuperSportがそれぞれ放映権を持っている。日本国内では後日TVerで配信
かつて日本では、2011年シーズンから2014年シーズンまではWOWOWが、2015シーズンから2019年シーズンまでは日テレジータスで放送されていた。